# Alexandra Romana
Alexandra Romana sau Sfânta Alexandra (n. secolul al III-lea d.Hr. – d. 21 aprilie 303 d.Hr., Nicomedia, Roma Antică) a fost o martiră creștină din timpul persecuției dispuse de împăratul Dioclețian.